# Bitwa na Chlebowym Polu
Bitwa na Chlebowym Polu (węg. Kenyérmezei csata) – starcie zbrojne, które miało miejsce 13 października 1479 nieopodal miejscowości Alkenyér w Siedmiogrodzie (obecnie na terytorium Rumunii), w którym wojska węgierskie dowodzone przez Pála Kinizsiego pokonały armię osmańską pod dowództwem beja Ali Kodży.

## Tło historyczne
Maciej Korwin w kilka lat po objęciu w 1458 tronu Węgier ruszył na wyprawę wojenną przeciwko Turkom. W 1463 zajął ziemie północnobośniackie z twierdzą Jajce. W tym czasie Węgrzy i Turcy prowadzili walki, w wyniku których nawzajem zajmowali warownie po obu stronach granicy.
Wojska Macieja Korwina wielokrotnie wkraczały na ziemie serbskie i bośniackie. W 1463 roku uwolniły 15 tysięcy chrześcijan wziętych w jasyr. W 1465 roku oswobodziły ziemie bośniackie znajdujące się w rękach Turków.
Maciej Korwin próbował prowadzić z Turkami wojnę psychologiczną. Umacniał system zamków granicznych. Dążył do objęcia tronów Niemiec i Czech, chcąc w ten sposób zawiązać sojusz krajów gotowych wystąpić przeciw imperium osmańskiemu.
Liczebność oddziałów tureckich w owym czasie dochodziła do 15 tysięcy żołnierzy, z czego większość stanowili janczarzy i spahisi. Prowadziły one głównie najazdy rabunkowe, w których świetnie sprawdzała się turecka lekka jazda konna akindżi.
W 1474 r. wzmożone tureckie wyprawy rabunkowe w głąb ziem węgierskich zaczęły sięgać aż do Nagyváradu. Turcy jednocześnie wzmacniali i budowali nowe zamki nad Sawą. W 1475 r. Maciej Korwin zajął twierdzę w Šabac. Generalnie jednak starał się unikać bezpośrednich starć z przeważającą liczebnie armią osmańską.
W 1475 tatarski Chanat krymski przyjął zwierzchnictwo imperium osmańskiego w wyniku zajęcia przez Turków południowego Krymu. W kolejnych latach najazdy tureckie dotknęły również Ruś.
Wiosną 1479 r. pod serbską miejscowością Szendrő zbierała się armia osmańska szykująca się na wyprawę do Siedmiogrodu. Maciej Korwin prawdopodobnie wiedząc o zbliżającym się zagrożeniu, wydał wojewodzie Siedmiogrodu Istvánowi Báthoryemu oraz żupanowi komitatu Temesz Pálowi Kinizsiemu rozkaz mobilizacji.
W 1475 Turcy zakończyli wojnę z Wenecją i gotowali się przeciwko Węgrom. Tego roku wojska osmańskie napadły też na Mołdawię rządzoną przez hospodara Stefana III, który z pomocą wojsk węgierskich i polskich pod miejscowością Vászló (Vaslui) odparł atak. Wojska tureckie najechały również tego roku ziemie ruskie.
Zarzewiem najnowszego konfliktu węgiersko-osmańskiego była prawdopodobnie sytuacja w Mołdawii i na Wołoszczyźnie, jako że wojska węgierskie wyruszyły na wojnę na tereny dwóch księstw rumuńskich. Dodatkowo Stefan III Wielki uznał w 1475 r. zwierzchnictwo Macieja Korwina (w miejsce dotychczasowego zwierzchnictwa osmańskiego). W 1476 r. Turcy pokonali mołdawskiego hospodara w bitwie nieopodal miejscowości Jassy, lecz zanim Mehmed II wkroczył ponownie, Stefan III przyłączył się do wyprawy wojewody siedmiogrodzkiego na Wołoszczyźnie.
Wojska tureckie pod dowództwem beja Ali Kodży ostatecznie wkroczyły na tereny południowego Siedmiogrodu dopiero w październiku 1479 roku. Zbliżała się zima, więc Turcy nie mieli wiele czasu do walk. Przemieszczające się z Szendrő w kierunku ziem wołoskich wojska tureckie zmusiły po drodze do przyłączenia się do wojny hospodara wołoskiego Basaraba IV Młodego, który posłał zaledwie 1–2 tys. zbrojnych.
Siedmiogrodzcy Sasi obawiali się, że Turcy zaatakują Burzenland, jednak wojska sprzymierzone oczekiwały już w pogotowiu na oddziały Alego.

## Wojska tureckie i węgierskie

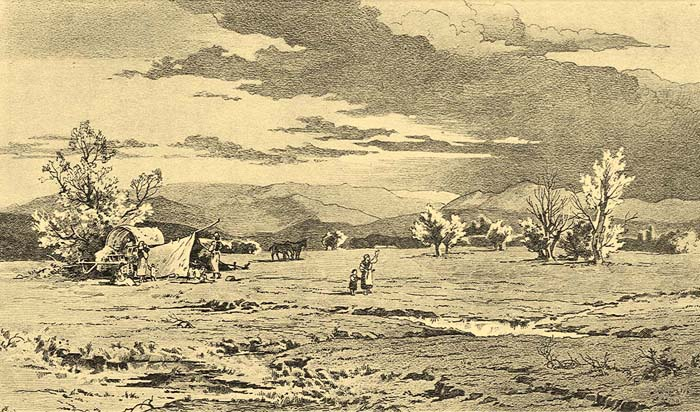
Árpád Székely: Miejsce zwycięstwa na Chlebowym Polu

Wkraczająca do Siedmiogrodu armia osmańska składała się wyłącznie z jednostek nieregularnych – byli to przede wszystkim akindżi, rumelijscy spahisi i azapowie. Większość z nich nie była pochodzenia tureckiego – byli to głównie bałkańscy Słowianie. Jeśli nawet w walkach uczestniczyli janczarzy, to z pewnością nie tworzyli oni odrębnej jednostki wojskowej. Większość historyków uważa za prawdopodobne, że Turcy wykorzystywali w bitwie armaty.
Niektóre źródła szacują liczebność wojsk tureckich na 60 tysięcy. Jan Długosz w swych kronikach pisze o stutysięcznej armii Alego, podczas gdy Maciej Korwin w swych listach podaje liczbę 43–45 tysięcy. Liczebność sił tureckich nie była prawdopodobnie tak wysoka, jak się zazwyczaj twierdzi. W ówczesnych kronikach tureckich pada liczba 15–20 tysięcy, co wydaje się wielce prawdopodobne, jako że wyprawa miała raczej charakter grabieżczy, a nie była to regularna wyprawa wojenna, w których uczestniczyło zazwyczaj 50–60 tysięcy zbrojnych.
Do sił węgierskich pod dowództwem Vuka Brankovicia dołączyła jednostka serbskiej lekkiej jazdy konnej oraz liczna serbska piechota. Źródła podają, że w bitwie uczestniczyło też 10 tysięcy Rumunów, podczas gdy w rzeczywistości mogło ich być co najwyżej tysiąc. Wśród nich zapewne byli też Wołosi, ale w większości byli to siedmiogrodzcy Rumuni. Dowodził nimi Basarab III Stary, niegdysiejszy hospodar wołoski, przeciwnik hospodara Basaraba IV, który sprzymierzył się z Turkami, żeby pozbyć się konkurenta do tronu Wołoszczyzny. Ponadto w szeregach armii węgierskiej walczyli również Seklerzy i Sasi (wyłącznie piechota), a pośród nich również biskup Siedmiogrodu. Część historyków przypuszcza, że w bitwie uczestniczyli także Polacy, Mołdawianie, Rusini, Litwini oraz Niemcy i Czesi – ale nie ma na to wystarczających źródeł. Nie wyklucza się, że także siły węgierskie dysponowały oddziałami artyleryjskimi.
Wojskami węgierskimi dowodzili Báthory, Kinizsi i Vuk Grgurević Branković. Całkowita liczebność wojsk wynosiła 12–15 tysięcy, a więc była porównywalna z siłami osmańskimi. Z pewnością nie może być mowy aż o 30 tysiącach zbrojnych, jak podają niektóre źródła.

## Bitwa

### Wkroczenie Turków do Siedmiogrodu
9 października 1479 r. wojska tureckie wkroczyły na terytorium południowego Siedmiogrodu w rejonach źródliskowych rzeki Lator i zmierzały w kierunku twierdzy Kelnek. Pustoszyli wszystko, co stanęło na ich drodze, a miejscową ludność brali w jasyr. W swej grabieżczej wyprawie zaszli aż za Gyulafehérvár.
Báthory nie ruszył bezpośrednio przeciw najeźdźcy – w swej strategii chciał zaatakować dopiero wtedy, gdy Turcy będą zmęczeni walką. W miarę jak łupy i liczba wziętych w jasyr powiększały się, tempo najazdu zmniejszało się i Turcy nie byli w stanie łatwo wrócić na ziemie wołoskie. W tej sytuacji najważniejsze w strategii Báthoryego było sprowokowanie beja Alego do bitwy.

### Przebieg bitwy

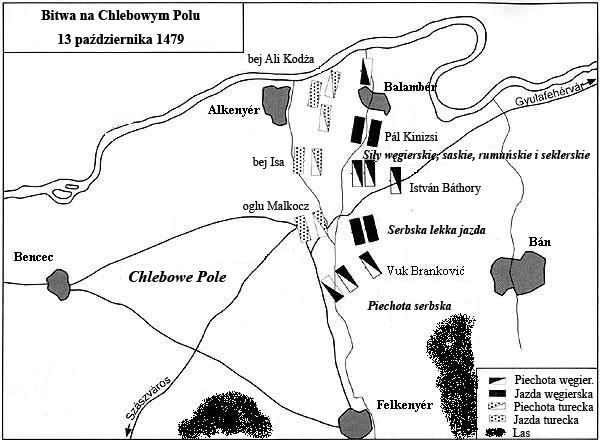
Plan sytuacyjny bitwy na Chlebowym Polu

13 października Turcy obozowali na Chlebowym Polu. Chcieli tam zaczekać na wojska wojewody siedmiogrodzkiego, żeby nań uderzyć. Zapewne chcieli zastosować strategię najazdu, a nie starcia w bezpośredniej bitwie, jako że wówczas niechybnie ulegliby naporowi doświadczonej siedmiogrodzkiej piechoty i jazdy konnej.
Kronikarz Bonfini opisuje, że Báthory miał ruszyć na wojska beja Alego od frontu, podczas gdy Kinizsi miał zaatakować tyły. W rzeczywistości wojska chrześcijańskie stały w trzech ugrupowaniach bojowych w pobliskich lasach. Kinizsi tworzył prawą flankę, lewą flankę – Branković z oddziałami serbskiej lekkiej jazdy konnej pod dowództwem Jaksitha oraz wojskami saskimi, zaś pośrodku znajdowały się oddziały Báthoryego.
Bonfini pisze, że gdy Báthory zaatakował Turków, ci wycofali się, na co przybyły oddziały Kinizsiego i w ataku udało się pokonać wojska osmańskie.
Według źródeł tureckich Kinizsi brał udział w bitwie od samego początku i starł się z ugrupowaniami Alego, zaś Báthory walczył z oddziałami beja Isy i kawalerią oglu Malkocza.
Bitwa rozpoczęła się o pierwszej po południu i początkowo wygrywali Turcy. Według Bonfiniego Węgrzy na początku wpadli w panikę, ponieważ koń Báthoryego potknął się, co uznano za złą wróżbę. Podczas walki Báthory rzeczywiście spadł z konia i według kronik tureckich żołnierze beja Isy schwytali go, co wywołało popłoch wśród Węgrów. Jednak rycerzowi o imieniu Antal Nagy udało się oswobodzić wojewodę.
Turcy zaatakowali również Kinizsiego na prawej flance, lecz – według źródeł tureckich – Ali przestraszył się, kiedy Kinizsi rzucił do boju ciężką jazdę, wobec której akindżi byli bezbronni. Żołnierze osmańscy byli na tyle wyczerpani, że Kinizsi rozprawiał się z nimi dzierżąc po mieczu w każdej dłoni, co dodatkowo wprawiało Turków w przerażenie. Ali początkowo próbował walczyć z węgierską ciężką jazdą, jednak wkrótce przerażony zbiegł z placu boju, pozostawiając swoich żołnierzy. Kinizsi wykorzystał ten moment, żeby pójść z odsieczą Báthoryemu. Walka toczyła się jeszcze długo, ponieważ Turcy mocno bronili swoich pozycji, aż do czasu kiedy bej Isa został śmiertelnie raniony. Pozbawieni wodza Turcy zbiegli z pola bitwy, a w ślad za nimi wycofały się również oddziały akindżi. Węgrzy rozprawili się z nimi mieczem, część z nich trafiła także do niewoli.

### Straty
Włoski kronikarz Antonio Bonfini określa liczbę strat tureckich na 30 tysięcy. Jako że prawdopodobna liczebność sił tureckich nie była tak wysoka, straty również nie mogły być aż tak duże, lecz z pewnością były znaczne i dotknęły większą część wojsk osmańskich. W bitwie polegli oglu Malkocz i oglu Isa oraz jeszcze dwóch innych bejów i jeden oglu.
Straty strony węgierskiej określa się w kronikach na 8 tysięcy, podczas gdy dzisiaj historycy szacują je na co najwyżej 3 tys.

## Dalsze wydarzenia
W odpowiedzi na ataki Turków z 1479 r. Kinizsi wkroczył do Serbii i w licznych potyczkach pobił oddziały beja Alego. W drodze powrotnej przyprowadził ze sobą tysiące serbskich osiedleńców na wyludnione tereny południowych Węgier.
W 1481 r. wojska węgierskie wkroczyły do Otranto w Apulii, wyzwalając je spod tureckiego okupanta.
W 1482 r. Kinizsi ponownie pobił Turków pod miejscowością Bečej, czego konsekwencją było właściwie zaniechanie przez Turków najazdów na południe Węgier.